# Mauborget
Mauborget je obec na západě Švýcarska v kantonu Vaud. Žije zde 122 obyvatel.

## Geografie
Mauborget leží v nadmořské výšce 1170 m, vzdušnou čarou 8 km severně od okresního města Yverdon-les-Bains. Dle nadmořské výšky centra jde o nejvýše položenou obec ve švýcarské části pohoří Jura. Zemědělská obec se rozkládá na jižním svahu masivu Chasseron, v panoramatické poloze více než 700 metrů nad rovinou Švýcarské plošiny. Za jasného počasí je odtud vidět celý alpský masivu od masivu Mont Blancu až po Pilatus a Glärnisch.
Na území obce o rozloze 5,5 km² se nachází část na antiklinále Chasseron. Území obce se rozkládá od zalesněného srázu La Côte směrem na sever přes mýtinový ostrov terasy Mauborget (známý také jako Balcon du Jura Vaudois) až ke kopci En Tévenon (1323 m n. m.) a prohlubni Prés de la Meule. V oblasti Mauborget se antiklinála Chasseron dělí na několik hřbetů: na sever od En Tévenon se nachází výšina La Joux (nejvyšší bod obce, 1430 m n. m.) a dále povodí Bois de la Vaux, které je odvodňováno potokem Bied soutěskou Poëta Raisse do Areuse. Na hřebeni Chasseron se nacházejí rozsáhlé jurské pastviny s typickými mohutnými smrky, které zde stojí buď jednotlivě, nebo ve skupinách. V roce 1997 tvořila 3 % rozlohy obce zastavěná plocha, 71 % lesy a lesní porosty, 25 % zemědělství a necelé 1 % neproduktivní půda.
K Mauborgetu patří několik samostatných farem na jurských výšinách. Sousedními obcemi jsou na západě a jihu Fontaines-sur-Grandson, na východě a jihovýchodě Tévenon a na severu Val-de-Travers v kantonu Neuchâtel.

## Historie
První zmínka o obci pochází z roku 1403 a nese název Villar Malborget. Název místa je odvozen od slov mauvais (špatný) a borget (malé místo). Na počátku 15. století patřil Mauborget k panství Grandson. Po roce 1476 se Grandson stal poddanským městem pod společným panstvím Bernu a Fribourgu. Teprve v roce 1730 se Mauborget stal samostatnou obcí po rozdělení panství Fiez. Po pádu Staré konfederace patřila obec v letech 1798–1803 v období Helvétské republiky ke kantonu Léman, který byl po vstupu v platnost mediační ústavy začleněn do kantonu Vaud. Mauborget nemá vlastní kostel, patří do farnosti Villars-Burquin.

## Obyvatelstvo
| Rok            | 1850 | 1880 | 1900 | 1910 | 1930 | 1950 | 1960 | 1970 | 1980 | 1990 | 2000 |
| Počet obyvatel | 126  | 103  | 92   | 87   | 87   | 68   | 52   | 45   | 41   | 81   | 85   |

92,9 % obyvatel hovoří francouzsky, 4,7 % německy a 1,2 % anglicky (stav v roce 2000). V roce 1900 žilo v Mauborget celkem 92 obyvatel, poté se počet obyvatel snížil na polovinu až do roku 1980 (41 obyvatel). Po roce 1990 však došlo k výraznému nárůstu počtu obyvatel.

## Hospodářství
Až do poloviny 20. století byl Mauborget vesnicí, která se vyznačovala především zemědělstvím. I dnes zde hraje důležitou roli chov dobytka, zejména dojnic, které jsou zdrojem obživy obyvatel. V posledních desetiletích se Mauborget vyvinul také v rezidenční obec. Vzhledem k tomu, že v obci nejsou téměř žádná pracovní místa mimo primární sektor, mnoho pracujících dojíždí za prací především do Yverdonu.
Hospodářská struktura v Provence je stále charakterizována zemědělstvím. V nižších polohách je obhospodařována orná půda a pěstují se některé druhy ovoce, zatímco na kopcích Jury převažuje chov dobytka a dojnic. Další pracovní místa jsou v místních malých podnicích. Vzhledem k tomu, že se Provence v posledních letech vyvinula v rezidenční obec, mnoho zaměstnanců pracuje mimo domov ve větších obcích podél Neuchâtelského jezera.

## Doprava
Obec se nachází daleko od hlavních dopravních tahů. Hlavní přístupová cesta vede z Grandsonu; nad obcí vede jedna silnice do Sainte-Croix, druhá přes masiv Chasseron do Couvet. Obec je napojena na síť veřejné dopravy prostřednictvím autobusové linky Postbus z Yverdonu do Mauborget. Příležitostné spoje vedou také do Sainte-Croix.